# (1450) Raimonda
(1450) Raimonda – planetoida z pasa głównego asteroid okrążająca Słońce w ciągu 4 lat i 85 dni w średniej odległości 2,62 au. Została odkryta 20 lutego 1938 roku w Obserwatorium Iso-Heikkilä w Turku przez Yrjö Väisälä. Nazwa planetoidy pochodzi od dr Jeana Jacques'a Raimonda (1903-1961), prezesa Holenderskiego Towarzystwa Astronomicznego oraz dyrektora planetarium w Hadze. Przed nadaniem nazwy planetoida nosiła oznaczenie tymczasowe (1450) 1938 DP.